# Joseph Farquharson

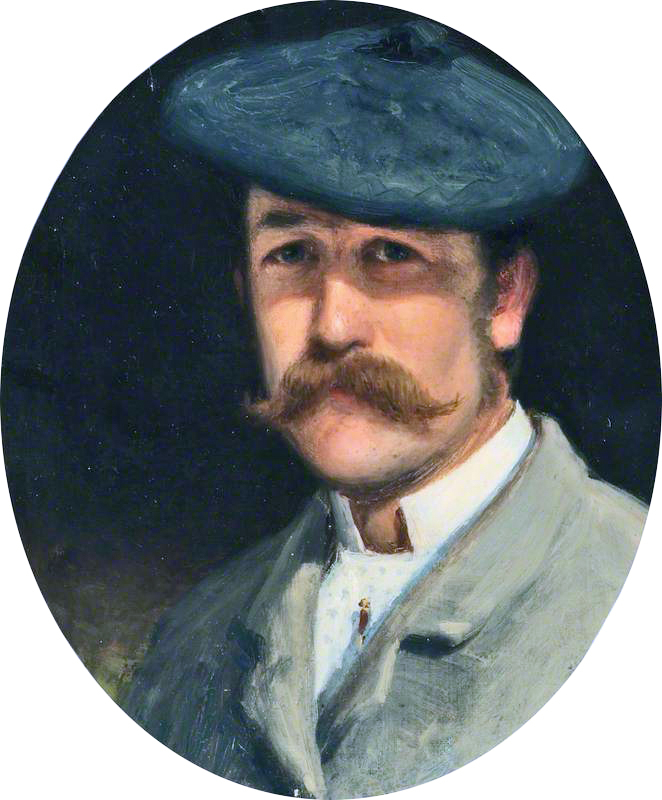
Selbstporträt Joseph Farquharson, 1882, Öl auf Leinwand, 34,5 × 29,7 cm (Aberdeen Art Gallery & Museums)

Joseph Farquharson RA (* 4. Mai 1846 in Edinburgh; † 15. April 1935 in Finzean, Aberdeenshire) war ein schottischer Maler, besonders geschätzt für seine Schneelandschaften mit Schafen als Staffage, oft im Morgenlicht oder in Abendstimmung. Viele seiner Ansichten stellen das Land in der Umgebung seines Geburtsortes dar.
Joseph Farquharson wuchs auf einem Gut bei Finzean im Nordosten Schottlands auf. Kurze Zeit unterrichtete ihn der populäre schottische Landschaftsmaler Peter Graham, bevor er auf die Edinburgh Trustees Academy und die Life Schools of the Royal Scottish Academy wechselte. Im Alter von 14 Jahren stellte Farquharson in der Royal Scottish Academy sein erstes Werk aus. Seine erste Ausstellung in der Royal Academy of Arts hatte er im Jahr 1873; seit 1900 Anwärter; wurde er 1915 schließlich Vollmitglied der Academy.
1880 und in den Jahren danach hielt sich Farquharson in Paris auf und studierte dort unter dem Akademiemaler Emile Auguste Carolus-Duran. 1885 unternahm er dann eine Reise nach Ägypten, die sich in einer Reihe von Bildern mit nordafrikanischen Wüstenansichten niederschlug.

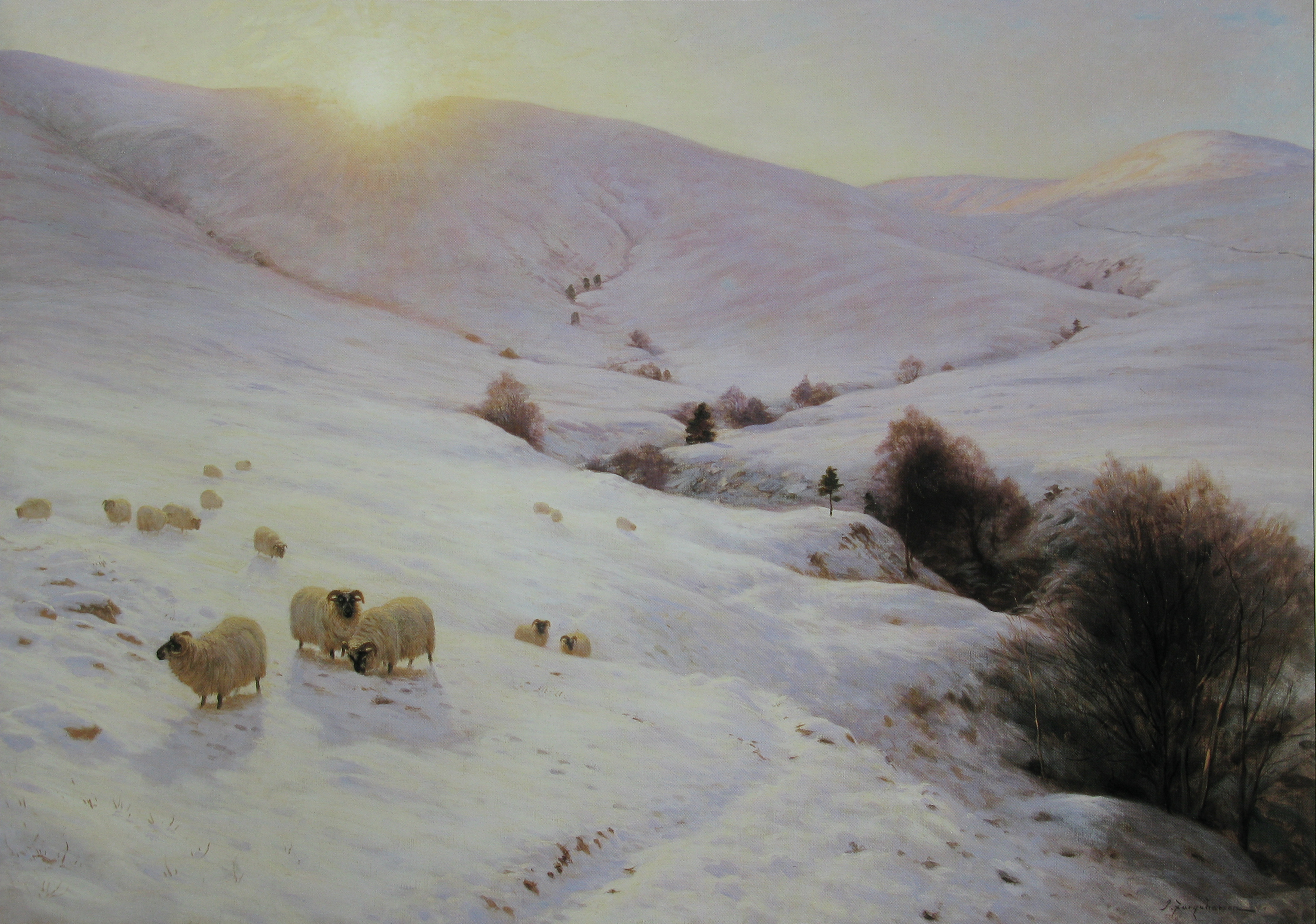
The Sun Peeped o'er yon Southland Hills
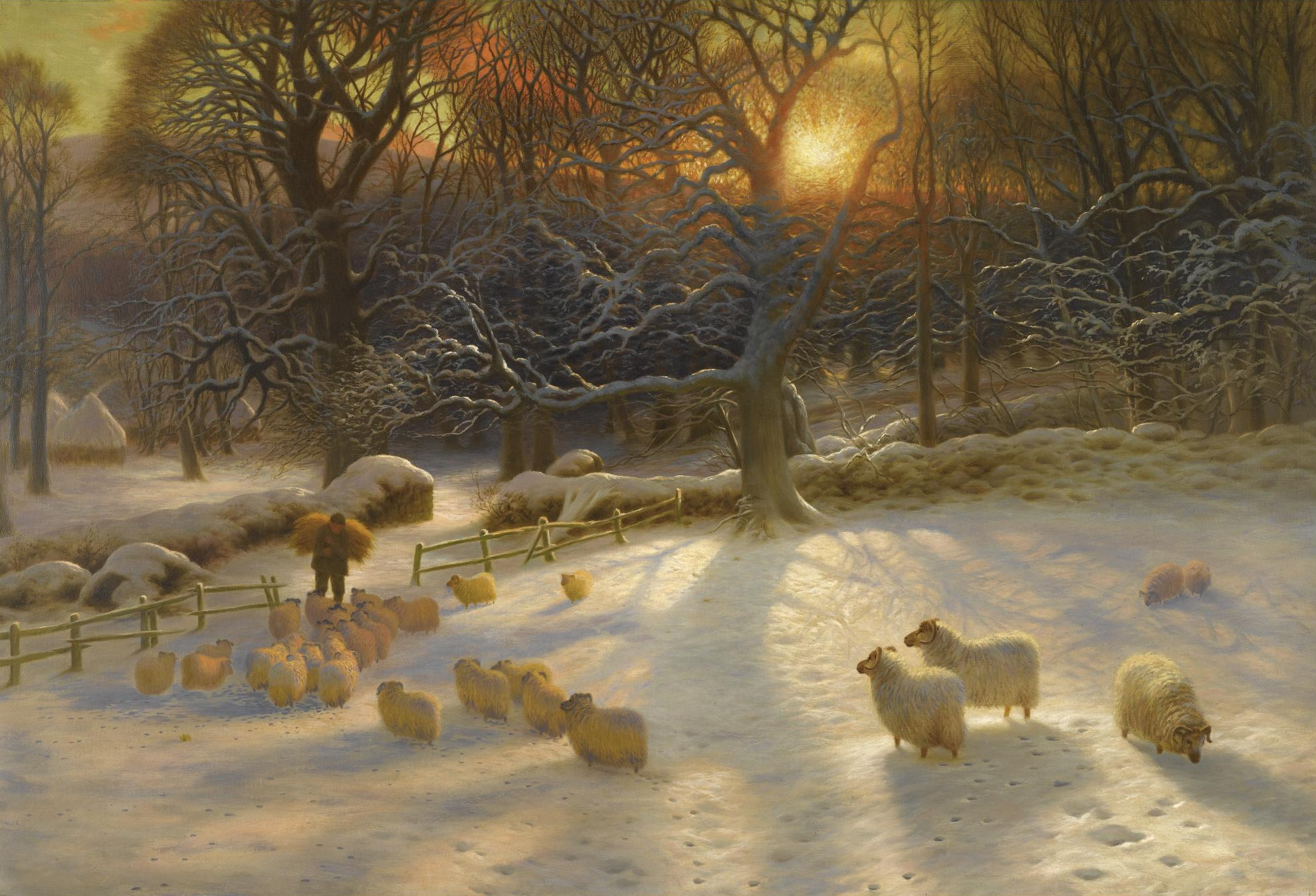
Beneath The Snow Encumbered Branches
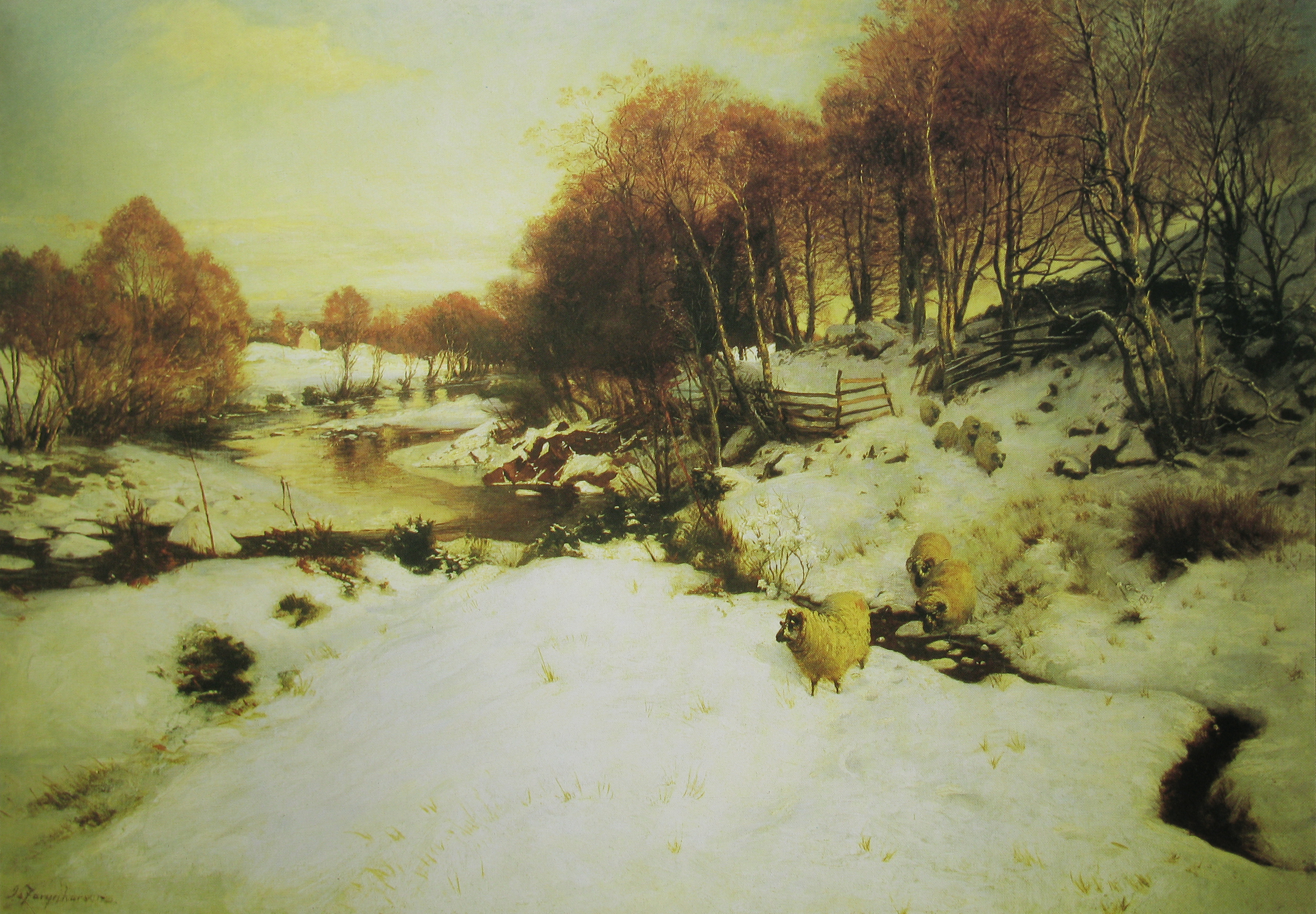
Evening at Finzean
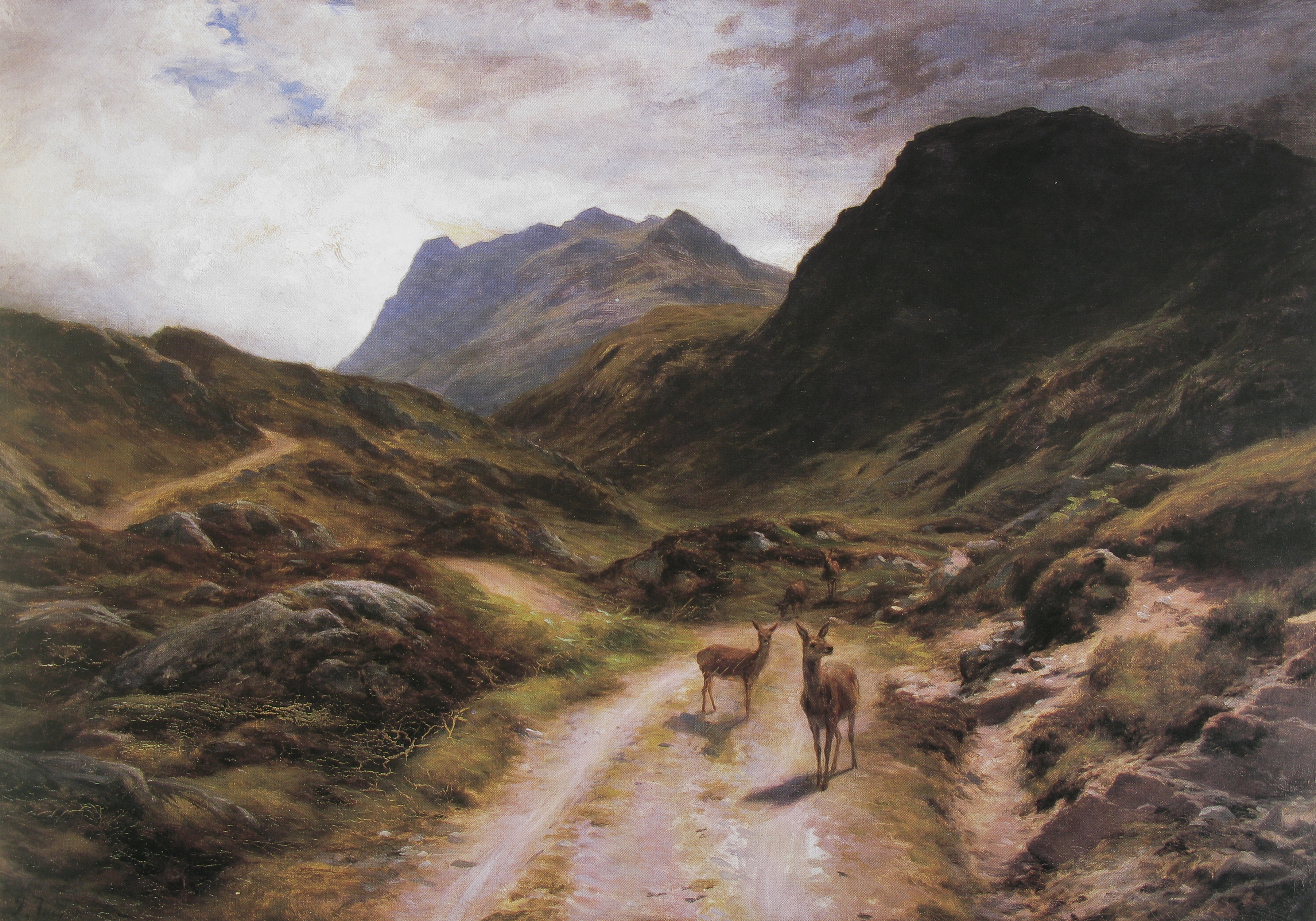
The Road to Loch Maree

In manchen Jahren war er gleich mit vier oder fünf Werken auf den Ausstellungen der Royal Academy vertreten. Daneben führte er private Aufträge aus und musste außerdem die stetige Nachfrage seiner Agenten zufriedenstellen. Er liebte es, im Freien zu malen, und benutzte dazu in Anbetracht des rauen schottischen Klimas ein kleines fahrbares, beheiztes Atelier mit großen Glasfenstern.
Der anhaltende Erfolg seiner Interpretationen winterlicher Landschaften war weniger den dargestellten Lokalitäten als der eingefangenen Stimmung zuzuschreiben. Dabei gab er manchen seiner Bilder recht ungewöhnliche Titel, bei denen er häufig die Poesie britischer Dichter wie Burns, Milton, Shakespeare und Gray bemühte. In einem 1926 geschriebenen Essay über Farquharsons Kunstauffassung verglich Walter Sickert ihn mit Gustave Courbet, dem großen französischen Maler des Realismus.